# Жеремі Тулалан
Жеремі́ Тулала́н (фр. Jérémy Toulalan, [ʒeʁemi tulalɑ̃]; нар. 10 вересня 1983, Нант, Франція) — французький футболіст, який грав на позиції півзахисника.
Найбільш відомий виступами за «Ліон», з яким він двічі вигравав чемпіонат Франції, також виступав за французькі «Нант», «Монако» та «Бордо» й іспанську «Малагу».
У складі збірної Франції був учасником Євро-2008 та чемпіонату світу 2010: на останньому він був учасником страйку гравців збірної та після цього завершив міжнародну кар'єру.

## Клубна кар'єра
Вихованець футбольної школи «Нанта», в якому дебютував 19 березня 2002 у матчі Ліги чемпіонів 2001/02 проти мюнхенської «Баварії», який уже не мав турнірного значення. 2005 року визнаний найкращим молодим футболістом чемпіонату Франції. 2006 року за 7 мільйонів євро перейшов з «Нанта» в «Ліон», де його розглядали як заміну малійця Мамаду Діарра, який пішов у мадридський «Реал». У складі «Ліона» Жеремі двічі поспіль виграв чемпіонат Франції. У сезонах 2004/05 і 2007/08 включений до символічної збірної чемпіонату Франції. До Тулалана виявляв інтерес лондонський «Арсенал», але Жеремі вирішив залишитися в «Ліоні».
11 червня 2011 року Тулалан перейшов до іспанської «Малаги» за 10 мільйонів євро. «Малага» запропонувала йому привабливі фінансові умови (річна зарплата 4,2 мільйона євро), амбітний спортивний проєкт нових катарських власників та відносний спокій від французьких суперечок про його участь у страйку гравців збірної. Тулалан швидко адаптувався в новому середовищі, став одним із найкращих півзахисників Ла-Ліги, а андалуський клуб посів у сезоні 2011/12 четверте місце в чемпіонаті та вперше в історії вийшов до Ліги чемпіонів. Улітку 2012 клуб зменшив бюджет і втратив низку провідних гравців, однак Тулалан погодився на зменшення зарплати та залишився в «Малазі». У сезоні 2012/13 француз став улюбленцем місцевої публіки та лідером півзахисту, та допоміг вивести клуб з першого місця до плей-оф Ліги чемпіонів.
6 липня 2013 перейшов до «Монако» за 5 мільйонів євро: головною мотивацією Тулалана було повернення до Франції. У Монако він одразу став ключовим гравцем колективу Клаудіо Раньєрі та вже на початку 2014 став капітаном команди. За три сезони провів за «Монако» 113 матчів у всіх змаганнях.
У липні 2016 після завершення контракту з «Монако» перейшов до «Бордо», підписавши з клубом дворічний контракт. За півтора року відіграв за команду з Бордо 61 матч у всіх змаганнях та, як і в попередньому клубі, отримав капітанську пов'язку. 18 січня 2018, після відставки тренера Жослена Гурвеннека через критичні результати (2 перемоги в 16 матчах), Тулалан з солідарності з ним залишив клуб, розірвавши контракт, та завершив кар'єру.

## Міжнародна кар'єра
Перший матч за збірну Франції зіграв 11 жовтня 2006 року в матчі кваліфікації до Євро-2008 проти Фарерських островів.
На чемпіонаті Європи-2008 відіграв усі три матчі групового турніру, формуючи дует опорних півзахисників з Клодом Макелеле, після чого збірна вибула зі змагань.
На чемпіонаті світу-2010 відіграв перші два матчі в парі опорних півзахисників з Абу Діабі. За підсумками цих двох матчів збірна Франції набрала лише одне очко та істотно ускладнила завдання виходу з групи, а сам Тулалан отримав дискваліфікацію на вирішальний третій матч. 20 червня 2010 перед вирішальним матчем гравці збірної Франції оголосили страйк та відмовилися виходити на тренування в Книсні на тлі конфлікту між тренером Раймоном Доменеком та нападником Ніколя Анелька. Тулалан був однією з ключових осіб страйку, підготувавши разом зі своїм агентом та адвокатом заяву страйкарів.
Після чемпіонату (останній матч на якому Франція програла) Тулалан разом з іншими організаторами страйку (Анелька, Евра, Рібері й Абідаль) постав перед дисциплінарною комісією Французької футбольної федерації, та отримав дискваліфікацію на один матч (для порівняння, Анелька отримав 18 матчів дискваліфікації). Відтоді Тулалан більше не виступав за збірну, бо новий тренер Лоран Блан (2010—12) його не викликав, а виклик його наступника Дідьє Дешама відхилив сам гравець: на думку оглядачів, Тулалан вирішив припинити кар'єру в збірній, щоб не повертатися до історії зі страйком.

## Досягнення
- Чемпіон Франції (2):

«Ліон»: 2006-07, 2007-08
- Володар Кубка Франції (1):

«Ліон»: 2007-08
- Володар Суперкубка Франції (2):

«Ліон»: 2006, 2007

## Статистика

### Клубна
| Клуб              | Сезон             | Ліга | Ліга | Ліга  | Кубок | Кубок | Кубок | Європа | Європа | Європа | Всього | Всього | Всього |
| Клуб              | Сезон             | Ігри | Голи | Паси  | Ігри  | Голи  | Паси  | Ігри   | Голи   | Паси   | Ігри   | Голи   | Паси   |
| ----------------- | ----------------- | ---- | ---- | ----- | ----- | ----- | ----- | ------ | ------ | ------ | ------ | ------ | ------ |
| Нант              | 2001-02           | 1    | 0    | 0     | 0     | 0     | 0     | 1      | 0      | 0      | 2      | 0      | 0      |
| Нант              | 2002-03           | 13   | 0    | 0     | 2+2   | 0     | 0     | -      | -      | -      | 17     | 0      | 0      |
| Нант              | 2003-04           | 20   | 0    | 0     | 3+2   | 0     | 0     | 2      | 0      | 0      | 27     | 0      | 0      |
| Нант              | 2004-05           | 31   | 1    | 2     | 2+2   | 1+0   | 0     | 4      | 0      | 0      | 39     | 2      | 2      |
| Нант              | 2005-06           | 29   | 0    | 1     | 5+2   | 0     | 0     | -      | -      | -      | 36     | 0      | 1      |
| Всього            | Всього            | 94   | 1    | 3     | 20    | 1     | 0     | 7      | 0      | 0      | 121    | 2      | 3      |
| Олімпік (Ліон)    |                   |      |      |       |       |       |       |        |        |        |        |        |        |
| 2006-07           | 32                | 0    | 4    | 1+4+1 | 0     | 0     | 7     | 0      | 0      | 45     | 0      | 4      |        |
| 2007-08           | 30                | 0    | 3    | 4+1+1 | 0     | 0     | 5     | 0      | 1      | 41     | 0      | 4      |        |
| 2008-09           | 33                | 0    | 1    | 2+0+1 | 0     | 0     | 8     | 0      | 1      | 44     | 0      | 2      |        |
| 2009-10           | 31                | 0    | 1    | 1+2   | 0+1   | 0     | 11    | 0      | 0      | 45     | 1      | 1      |        |
| 2010-11           | 28                | 0    | 1    | 2+0   | 0     | 0     | 5     | 0      | 0      | 35     | 0      | 1      |        |
| Всього            | Всього            | 154  | 0    | 10    | 20    | 1     | 0     | 36     | 0      | 2      | 210    | 1      | 12     |
| Малага            | 2011-12           | 25   | 3    | 0     | 4     | 0     | 0     | -      | -      | -      | 29     | 3      | 0      |
| Малага            | 2012-13           | 19   | 0    | 0     | 1     | 0     | 0     | 9      | 0      | 0      | 29     | 0      | 0      |
| Всього            | Всього            | 44   | 3    | 0     | 5     | 0     | 0     | 9      | 0      | 0      | 58     | 3      | 0      |
| Монако            | 2013-14           | 29   | 1    | 1     | 5+1   | 0     | 1+0   | -      | -      | -      | 35     | 1      | 2      |
| Монако            | 2014-15           | 28   | 0    | 1     | 4+2   | 0     | 0     | 8      | 0      | 0      | 42     | 0      | 1      |
| Монако            | 2015-16           | 25   | 0    | 1     | 1+1   | 1+0   | 0     | 4+5    | 0      | 0      | 36     | 1      | 1      |
| Всього            | Всього            | 82   | 1    | 3     | 14    | 1     | 1     | 17     | 0      | 0      | 113    | 2      | 4      |
| Бордо             | 2016-17           | 30   | 0    | 0     | 3+3   | 0     | 0     | -      | -      | -      | 36     | 0      | 0      |
| Бордо             | 2017-18           | 21   | 0    | 0     | 1+1   | 0     | 0     | 2      | 0      | 0      | 25     | 0      | 0      |
| Всього            | Всього            | 51   | 0    | 0     | 8     | 0     | 0     | 2      | 0      | 0      | 61     | 0      | 0      |
| Всього за кар'єру | Всього за кар'єру | 425  | 5    | 16    | 67    | 3     | 1     | 71     | 0      | 2      | 563    | 8      | 19     |

### Міжнародна
| Команда | Сезон   | Ігри | Голи | Паси |
| ------- | ------- | ---- | ---- | ---- |
| Франція | 2006-07 | 4    | 0    | 1    |
| Франція | 2007-08 | 12   | 0    | 1    |
| Франція | 2008-09 | 11   | 0    | 0    |
| Франція | 2009-10 | 9    | 0    | 0    |
| Всього  | Всього  | 36   | 0    | 2    |

Джерело: TOULALAN Jeremy [Архівовано 3 жовтня 2012 у Wayback Machine.] (фр.)